# Adolfo Carrasco Martínez
Adolfo Carrasco Martínez (Madrid, 7 de marzo de 1964) es un historiador español. Sus investigaciones se han centrado en la nobleza europea en la Edad Moderna, la historia cultural y del pensamiento político en los siglos XVI y XVII y la cultura política del Siglo de Oro.

## Trayectoria
Estudió Historia en la Universidad Complutense de Madrid, donde se doctoró y fue profesor de Historia Moderna hasta 2004, año tras el que se fue a la Universidad de Valladolid donde es Doctor en Geografía e Historia y profesor titular en el Área de Historia Moderna. Pertenece al Grupo de Investigación «Historia del Poder en la España Moderna» y ha participado y dirigido numerosos proyectos de investigación. Sus campos de interés son la historia de la nobleza europea en la Edad Moderna y la historia cultural y del pensamiento político en los siglos XVI y XVII, temas sobre los que ha publicado numerosos trabajos. Desde 2007 es Académico Corresponsal de la Real Academia de la Historia.
Ha colaborado en la organización de exposiciones histórico-artísticas de Europa y América. Ha participado en programa de debate y divulgación en radio y televisión. Asesoró como historiador en la filmación de la película El perro del hortelano (1996) de Pilar Miró, ganadora de siete premios Goya.
Es director del Instituto de Historia Simancas desde 2017.

## Publicaciones
- Control y responsabilidad en la administración señorial (1991).
- Sangre, honor y privilegio. La nobleza española bajo los Austrias (2000).
- Carlos III y su época: la monarquía ilustrada (2003).
- El poder de la sangre: los duques del Infantado, 1601-1841 (2010).